# Liste des cantons d'Ille-et-Vilaine

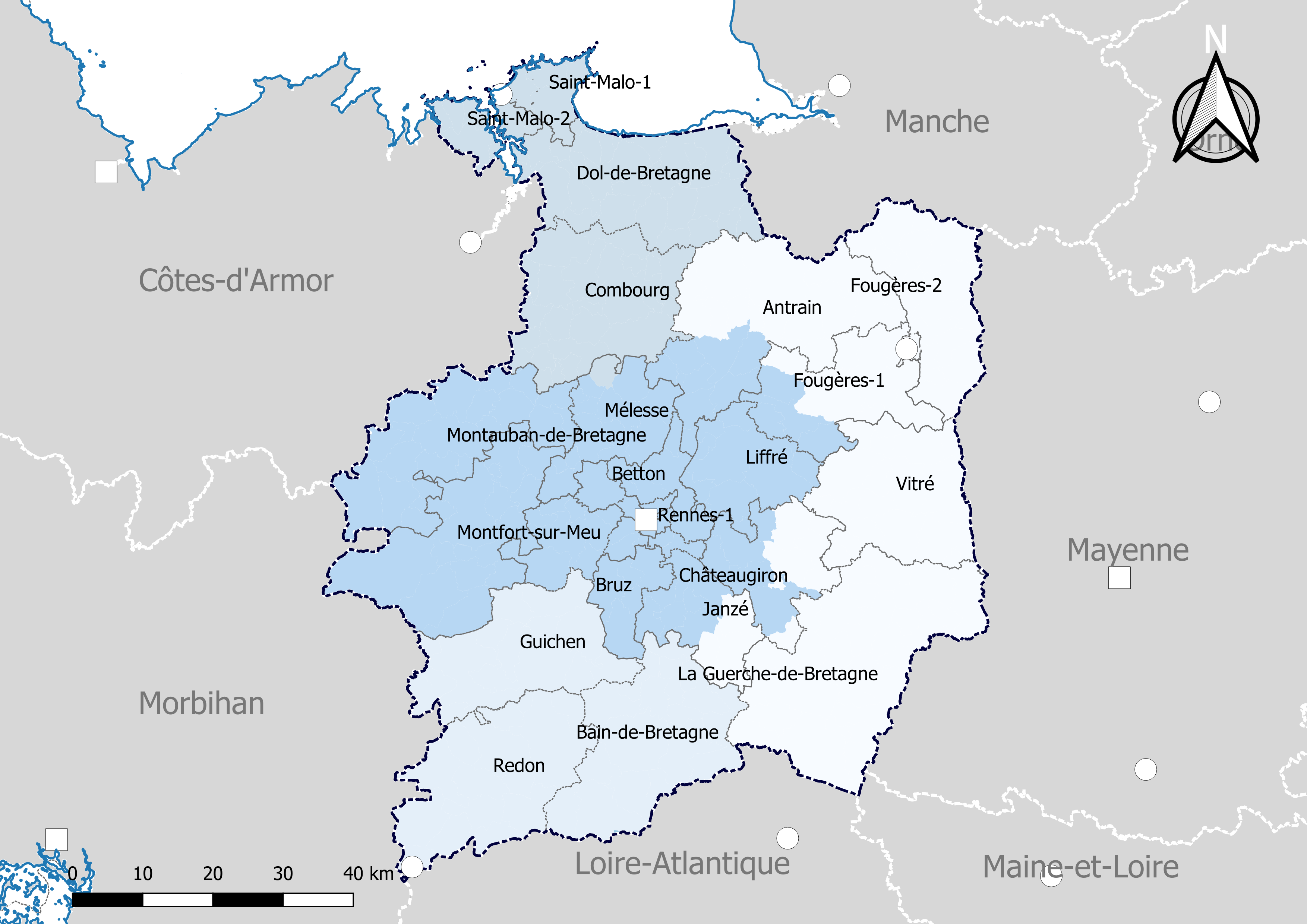
Découpage cantonal du département d'Ille-et-Vilaine, avec en surimpression les arrondissements (en nuances de bleu) - Carte arrêtée au 1er janvier 2019.

Le département d'Ille-et-Vilaine compte 27 cantons depuis 2015. Avant le redécoupage cantonal de 2014, ce nombre était de 53 depuis 1995.

## Découpage actuel
Dans la poursuite de la réforme territoriale engagée en 2010, l'Assemblée nationale adopte définitivement le 17 avril 2013 la réforme du mode de scrutin pour les élections départementales destinée à garantir la parité hommes/femmes. Les lois (loi organique 2013-402 et loi 2013-403) sont promulguées le 17 mai 2013. Un nouveau découpage territorial est défini par décret du 18 février 2014 pour le département d'Ille-et-Vilaine. Celui-ci entre en vigueur lors du premier renouvellement général des assemblées départementales suivant la publication du décret, soit en mars 2015. Les conseillers départementaux sont élus au scrutin majoritaire binominal mixte. Les électeurs de chaque canton éliront au Conseil départemental, nouvelle appellation des Conseils généraux, deux membres de sexe différent, qui se présenteront en binôme de candidats. Les conseillers départementaux seront élus pour 6 ans au scrutin binominal majoritaire à deux tours, l'accès au second tour nécessitant 10 % des inscrits au 1er tour. En outre la totalité des conseillers départementaux est renouvelée.
Ce nouveau mode de scrutin nécessite un redécoupage des cantons dont le nombre est divisé par deux avec arrondi à l'unité impaire supérieure si ce nombre n'est pas entier impair et avec des conditions de seuils minimaux. En Ille-et-Vilaine le nombre de cantons passe ainsi de 53 à 27.
Les critères du remodelage cantonal sont les suivants : le territoire de chaque canton doit être défini sur des bases essentiellement démographiques, le territoire de chaque canton doit être continu et les communes de moins de 3 500 habitants sont entièrement comprises dans le même canton. Il n’est fait référence, ni aux limites des arrondissements, ni à celles des circonscriptions législatives.
Conformément à de multiples décisions du Conseil constitutionnel depuis 1985 et notamment  sa décision no 2010-618 DC du 9 décembre 2010,  il est admis que le principe d’égalité des électeurs au regard des critères démographiques est respecté lorsque le ratio conseiller/habitant de la circonscription est compris dans une fourchette de 20 % de part et d'autre du ratio moyen conseiller/habitant du département. Pour le département d'Ille-et-Vilaine, la population de référence est la population légale en vigueur au 1er janvier 2013, à savoir la population millésimée 2010, soit 988 140 habitants. Avec 27 cantons la population moyenne par conseiller départemental est de 36 598 habitants. Ainsi la population de chaque nouveau canton doit-elle être comprise entre 29 278 habitants et 43 917 habitants pour respecter le principe de l'égalité citoyenne au vu des critères démographiques.

### Composition détaillée
| N° | Nom du Canton          | Bureau centralisateur  | Population 2022 | Nombre de communes      | Communes composant le canton |  |
| -- | ---------------------- | ---------------------- | --------------- | ----------------------- | --- |  |
| 1  | Val-Couesnon           | Val-Couesnon           | 38 285          | 24                      | Andouillé-Neuville, Aubigné, Bazouges-la-Pérouse, Le Châtellier, Chauvigné, Feins, Maen Roch, Marcillé-Raoul, Montreuil-sur-Ille, Mouazé, Noyal-sous-Bazouges, Les Portes du Coglais, Rimou, Romazy, Saint-Aubin-d'Aubigné, Saint-Germain-en-Coglès, Saint-Hilaire-des-Landes, Saint-Marc-le-Blanc, Saint-Rémy-du-Plain, Sens-de-Bretagne, Le Tiercent, Val-Couesnon, Vieux-Vy-sur-Couesnon. |  |
| 2  | Bain-de-Bretagne       | Bain-de-Bretagne       | 32 801          | 20                      | Bain-de-Bretagne, La Bosse-de-Bretagne, Chanteloup, La Couyère, Crevin, La Dominelais, Ercé-en-Lamée, Grand-Fougeray, Lalleu, La Noë-Blanche, Pancé, Le Petit-Fougeray, Pléchâtel, Poligné, Saint-Sulpice-des-Landes, Sainte-Anne-sur-Vilaine, Saulnières, Le Sel-de-Bretagne, Teillay, Tresbœuf. |  |
| 3  | Betton                 | Betton                 | 51 619          | 6                       | Betton, Cesson-Sévigné, La Chapelle-des-Fougeretz, Chevaigné, Montgermont, Saint-Grégoire. |  |
| 4  | Bruz                   | Bruz                   | 45 783          | 5                       | Bruz, Chartres-de-Bretagne, Laillé, Noyal-Châtillon-sur-Seiche, Pont-Péan. |  |
| 5  | Châteaugiron           | Châteaugiron           | 43 954          | 11                      | Boistrudan, Châteaubourg, Châteaugiron, Domagné, Domloup, Louvigné-de-Bais, Noyal-sur-Vilaine, Piré-Chancé, Saint-Didier, Saint-Jean-sur-Vilaine, Servon-sur-Vilaine. |  |
| 6  | Combourg               | Combourg               | 34 242          | 24                      | La Baussaine, Bonnemain, Cardroc, La Chapelle-aux-Filtzméens, Combourg, Cuguen, Dingé, Les Iffs, Lanrigan, Longaulnay, Lourmais, Meillac, Mesnil-Roc'h, Plesder, Pleugueneuc, Québriac, Saint-Brieuc-des-Iffs, Saint-Domineuc, Saint-Léger-des-Prés, Saint-Thual, Tinténiac, Trémeheuc, Trévérien, Trimer. |  |
| 7  | Dol-de-Bretagne        | Dol-de-Bretagne        | 45 130          | 31                      | Baguer-Morvan, Baguer-Pican, La Boussac, Broualan, Châteauneuf-d'Ille-et-Vilaine, Cherrueix, Dol-de-Bretagne, Epiniac, La Fresnais, Hirel, Lillemer, Miniac-Morvan, Mont-Dol, Pleine-Fougères, Plerguer, Roz-Landrieux, Roz-sur-Couesnon, Sains, Saint-Benoît-des-Ondes, Saint-Broladre, Saint-Georges-de-Gréhaigne, Saint-Guinoux, Saint-Marcan, Saint-Père-Marc-en-Poulet, Saint-Suliac, Sougéal, Trans-la-Forêt, Le Tronchet, Vieux-Viel, La Ville-ès-Nonais, Le Vivier-sur-Mer. |  |
| 8  | Fougères-1             | Fougères               | 32 981          | 15 + fraction Fougères  | 1° Les communes suivantes : Billé, La Chapelle-Saint-Aubert, Combourtillé, Gosné, Javené, Lécousse, Livré-sur-Changeon, Mézières-sur-Couesnon, Parcé, Rives-du-Couesnon, Romagné, Saint-Aubin-du-Cormier, Saint-Christophe-de-Valains, Saint-Ouen-des-Alleux, Saint-Sauveur-des-Landes. 2° La partie de la commune de Fougères située à l'ouest d'une ligne définie par l'axe des voies et limites suivantes : à partir de la limite territoriale de la commune de Lécousse, route départementale 155, boulevard Saint-Germain, boulevard de Rennes, rue de la Forêt, rue des Prés, rue des Feuteries, place de la République, boulevard de la Chesnardière, boulevard Edmond-Roussin, avenue Georges-Pompidou, rue Paul-Féval, rue du Clos-Pichon, rue de la Maladrerie, rue de la Monnerie, promenade du Gué-Maheu, rue de Saint-Nazaire, allée de Saint-Herblain, promenade du Gué-Maheu, route départementale 179, jusqu'à la limite territoriale de la commune de Javené. |  |
| 9  | Fougères-2             | Fougères               | 32 960          | 17 + fraction Fougères  | 1° Les communes suivantes : La Bazouge-du-Désert, Beaucé, La Chapelle-Janson, Le Ferré, Fleurigné, Laignelet, Landéan, Le Loroux, Louvigné-du-Désert, Luitré, Mellé, Monthault, Parigné, Poilley, Saint-Georges-de-Reintembault, La Selle-en-Luitré, Villamée. 2° La partie de la commune de Fougères non incluse dans le canton de Fougères-1. |  |
| 10 | La Guerche-de-Bretagne | La Guerche-de-Bretagne | 42 432          | 31                      | Arbrissel, Argentré-du-Plessis, Availles-sur-Seiche, Bais, Brielles, Chelun, Coësmes, Domalain, Drouges, Eancé, Essé, Étrelles, Forges-la-Forêt, Gennes-sur-Seiche, La Guerche-de-Bretagne, Marcillé-Robert, Martigné-Ferchaud, Moulins, Moussé, Moutiers, Le Pertre, Rannée, Retiers, Saint-Germain-du-Pinel, Sainte-Colombe, La Selle-Guerchaise, Le Theil-de-Bretagne, Thourie, Torcé, Vergéal, Visseiche. |  |
| 11 | Guichen                | Guichen                | 36 049          | 15                      | Baulon, Bourg-des-Comptes, Bovel, Les Brulais, La Chapelle-Bouëxic, Comblessac, Goven, Guichen, Guignen, Lassy, Loutehel, Mernel, Saint-Séglin, Saint-Senoux, Val d'Anast. |  |
| 12 | Janzé                  | Janzé                  | 43 209          | 10                      | Amanlis, Bourgbarré, Brie, Corps-Nuds, Janzé, Nouvoitou, Orgères, Saint-Armel, Saint-Erblon, Vern-sur-Seiche. |  |
| 13 | Liffré                 | Liffré                 | 37 810          | 9                       | Acigné, La Bouëxière, Brécé, Chasné-sur-Illet, Dourdain, Ercé-près-Liffré, Liffré, Saint-Sulpice-la-Forêt, Thorigné-Fouillard. |  |
| 14 | Melesse                | Melesse                | 39 125          | 15                      | Clayes, Gévezé, Guipel, Hédé-Bazouges, Langouet, Melesse, La Mézière, Montreuil-le-Gast, Parthenay-de-Bretagne, Saint-Germain-sur-Ille, Saint-Gilles, Saint-Gondran, Saint-Médard-sur-Ille, Saint-Symphorien, Vignoc. |  |
| 15 | Montauban-de-Bretagne  | Montauban-de-Bretagne  | 35 366          | 22                      | Bécherel, Bléruais, Boisgervilly, La Chapelle-Chaussée, La Chapelle-du-Lou-du-Lac, Le Crouais, Gaël, Irodouër, Landujan, Langan, Médréac, Miniac-sous-Bécherel, Montauban-de-Bretagne, Muel, Quédillac, Romillé, Saint-Malon-sur-Mel, Saint-Maugan, Saint-Méen-le-Grand, Saint-Onen-la-Chapelle, Saint-Pern, Saint-Uniac. |  |
| 16 | Montfort-sur-Meu       | Montfort-sur-Meu       | 38 979          | 15                      | Bédée, Breteil, Iffendic, Maxent, Monterfil, Montfort-sur-Meu, La Nouaye, Paimpont, Plélan-le-Grand, Pleumeleuc, Saint-Gonlay, Saint-Péran, Saint-Thurial, Talensac, Treffendel. |  |
| 17 | Redon                  | Redon                  | 36 923          | 15                      | Bains-sur-Oust, Bruc-sur-Aff, La Chapelle-de-Brain, Guipry-Messac, Langon, Lieuron, Lohéac, Pipriac, Redon, Renac, Saint-Ganton, Saint-Just, Saint-Malo-de-Phily, Sainte-Marie, Sixt-sur-Aff. |  |
| 18 | Rennes-1               | Rennes                 | 41 681          | fraction Rennes         | Partie de la commune de Rennes située au nord d'une ligne définie par l'axe des voies et limites suivantes : à partir de la limite territoriale de la commune de Saint-Grégoire, rue de l'Amiral-Gaspard-de-Coligny, avenue Germaine-Dulac, avenue André-Mussat, avenue de Cucille, rue Robert-d'Arbrissel, rue Louis-Joubin, ligne de chemin de fer de Rennes à Saint-Malo, passage piétonnier donnant accès à l'avenue du 41e-Régiment-d'Infanterie, avenue du 41e-Régiment-d'Infanterie, boulevard du Maréchal-de-Lattre-de-Tassigny, rue Pierre-Gourdel, rue de Dinan, rue d'Echange, contour Saint-Aubin, rue de Bonne-Nouvelle, rue d'Antrain, rue Lesage, rue du Général-Maurice-Guillaudot, place Saint-Mélaine (parc du Thabor inclus), rue de la Palestine à partir de l'intersection avec l'avenue de Grignan, boulevard de Metz, rue de Fougères, route de Fougères, jusqu'à la limite territoriale de la commune de Cesson-Sévigné.                               |  |
| 19 | Rennes-2               | Rennes                 | 43 521          | fraction Rennes         | Partie de la commune de Rennes située à l'est d'une ligne définie par l'axe des voies et limites suivantes : à partir de la limite territoriale de la commune de Cesson-Sévigné, route de Fougères, rue de Fougères, boulevard de Metz, rue de la Palestine jusqu'à l'intersection avec l'avenue de Grignan, place Saint-Mélaine (parc du Thabor exclu), rue du Général-Maurice-Guillaudot, contour de la Motte, rue Gambetta, pont Pasteur, avenue Jean-Janvier, boulevard de Beaumont, place de la Gare, rue Raoul-Dautry, ligne de chemin de fer de Paris-Montparnasse à Brest, rue Saint-Hélier, rue Adolphe-Leray, boulevard Franklin-Roosevelt, rue de Vern, rue Martin-Feuillée, boulevard Léon-Bourgeois, rue de Châteaugiron, rue de la 87e-Division-Territoriale, rue Auguste-Pavie, jusqu'à la limite territoriale de la commune de Cesson-Sévigné. |  |
| 20 | Rennes-3               | Rennes                 | 44 540          | 1 + fraction Rennes     | 1° La commune suivante : Chantepie. 2° La partie de la commune de Rennes située au sud d'une ligne définie par l'axe des voies et limites suivantes : à partir de la limite territoriale de la commune de Noyal-Châtillon-sur-Seiche, route nationale 136, route nationale 137, avenue Henri-Fréville, boulevard Georges-Clemenceau, boulevard Émile-Combes, rue André-Rouault, boulevard Oscar-Leroux, rue Adolphe-Leray, boulevard Franklin-Roosevelt, rue de Vern, rue Martin-Feuillée, boulevard Léon-Bourgeois, rue de Châteaugiron, rue de la 87e-Division-Territoriale, rue Auguste-Pavie, jusqu'à la limite territoriale de la commune de Cesson-Sévigné. |  |
| 21 | Rennes-4               | Rennes                 | 37 867          | fraction Rennes         | Partie de la commune de Rennes située à l'intérieur du périmètre suivant : à partir de la limite territoriale de la commune de Saint-Jacques-de-la-Lande, boulevard Georges-Clemenceau, boulevard Émile-Combes, rue André-Rouault, boulevard Oscar-Leroux, rue Adolphe-Leray, rue Saint-Hélier, ligne de chemin de fer de Paris-Montparnasse à Brest, rue Raoul-Dautry, boulevard de Beaumont, place de la Gare, avenue Jean-Janvier, pont Pasteur, rue Gambetta, contour de la Motte, rue du Général-Maurice-Guillaudot, rue Lesage, rue d'Antrain, rue de Bonne-Nouvelle, contour Saint-Aubin, rue d'Echange, rue de Dinan, rue Pierre-Gourdel, boulevard du Maréchal-de-Lattre-de-Tassigny, quai d'Ille-et-Rance, pont de Bretagne, quai de la Prévalaye, rue d'Inkermann, lignes de chemin de fer de Paris-Montparnasse à Brest et de Rennes à Redon, jusqu'à la limite territoriale de la commune de Saint-Jacques-de-la-Lande.                                           |  |
| 22 | Rennes-5               | Rennes                 | 48 383          | 1 + fraction Rennes     | 1° La commune suivante : Saint-Jacques-de-la-Lande. 2° La partie de la commune de Rennes située au sud d'une ligne définie par l'axe des voies et limites suivantes : à partir de la limite territoriale de la commune de Vezin-le-Coquet, route de Vezin, rue de Saint-Brieuc, rue Louis-Guilloux, rue de Lorient, ligne de chemin de fer de Paris-Montparnasse à Brest, quai d'Auchel, pont Robert-Schuman, quai de la Prévalaye, rue d'Inkermann, lignes de chemin de fer de Paris-Montparnasse à Brest et de Rennes à Redon, jusqu'à la limite territoriale de la commune de Saint-Jacques-de-la-Lande ; |  |
| 23 | Rennes-6               | Rennes                 | 47 624          | 1 + fraction Rennes     | 1° La commune suivante : Pacé. 2° La partie de la commune de Rennes non incluse dans les cantons de Rennes-1, Rennes-2, Rennes-3, Rennes-4 et Rennes-5. |  |
| 24 | Le Rheu                | Le Rheu                | 46 054          | 9                       | Bréal-sous-Montfort, La Chapelle-Thouarault, Chavagne, Cintré, L'Hermitage, Mordelles, Le Rheu, Le Verger, Vezin-le-Coquet. |  |
| 25 | Saint-Malo-1           | Saint-Malo             | 46 040          | 4 + fraction Saint-Malo | 1° Les communes suivantes : Cancale, La Gouesnière, Saint-Coulomb, Saint-Méloir-des-Ondes. 2° La partie de la commune de Saint-Malo située au nord d'une ligne définie par l'axe des voies et limites suivantes : plage des Bas-Sablons, rue de l'Amiral-Magon, place Bouvet, rue Ville-Pépin, place de la Roulais, rue de la Nation, rue de la Pie, rue de la Marne, boulevard des Talards, rue Pierre-de-Coubertin, rue des Antilles, rue Michel-de-la-Bardelière, avenue du Général-de-Gaulle, rue de la Guymauvière, rue du Grand-Jardin, rue du Mottais, rue des Bregeons, rue de la Ville-es-Cours, route départementale 2, ligne de chemin de fer de Rennes à Saint-Malo, jusqu'à la limite territoriale de la commune de Saint-Jouan-des-Guérets. |  |
| 26 | Saint-Malo-2           | Saint-Malo             | 45 690          | 7 + fraction Saint-Malo | 1° Les communes suivantes : Dinard, Le Minihic-sur-Rance, Pleurtuit, La Richardais, Saint-Briac-sur-Mer, Saint-Jouan-des-Guérets, Saint-Lunaire. 2° La partie de la commune de Saint-Malo non incluse dans le canton de Saint-Malo-1. |  |
| 27 | Vitré                  | Vitré                  | 40 184          | 22                      | Balazé, Bréal-sous-Vitré, Champeaux, La Chapelle-Erbrée, Châtillon-en-Vendelais, Cornillé, Erbrée, Landavran, Marpiré, Mecé, Mondevert, Montautour, Montreuil-des-Landes, Montreuil-sous-Pérouse, Pocé-les-Bois, Princé, Saint-Aubin-des-Landes, Saint-Christophe-des-Bois, Saint-M'Hervé, Taillis, Val-d'Izé, Vitré. |  |
|    |                        |                        | 1 109 232       |                         | 353 |  |

### Répartition par arrondissement
Contrairement à l'ancien découpage où chaque canton était inclus à l'intérieur d'un seul arrondissement, le nouveau découpage territorial s'affranchit des limites des arrondissements. Certains cantons peuvent être composés de communes appartenant à des arrondissements différents. Dans le département d'Ille-et-Vilaine, c'est le cas de cinq cantons (Antrain, Bruz, Châteaugiron, Combourg, Fougères-1).
Le tableau suivant présente la répartition par arrondissement avant le redécoupage de 2017 :
| N° | Canton                 | Fougères-Vitré         | Redon | Rennes              | Saint-Malo              | Total                   |
| -- | ---------------------- | ---------------------- | ----- | ------------------- | ----------------------- | ----------------------- |
| 1  | Antrain                | 21                     |       | 10                  |                         | 31                      |
| 2  | Bain-de-Bretagne       |                        | 20    |                     |                         | 20                      |
| 3  | Betton                 |                        |       | 6                   |                         | 6                       |
| 4  | Bruz                   |                        | 1     | 4                   |                         | 5                       |
| 5  | Châteaugiron           | 6                      |       | 8                   |                         | 14                      |
| 6  | Combourg               |                        |       | 6                   | 20                      | 26                      |
| 7  | Dol-de-Bretagne        |                        |       |                     | 31                      | 31                      |
| 8  | Fougères-1             | 18 + fraction Fougères |       | 1                   |                         | 19 + fraction Fougères  |
| 9  | Fougères-2             | 17 + fraction Fougères |       |                     |                         | 17 + fraction Fougères  |
| 10 | La Guerche-de-Bretagne | 31                     |       |                     |                         | 31                      |
| 11 | Guichen                |                        | 16    |                     |                         | 16                      |
| 12 | Janzé                  |                        |       | 10                  |                         | 10                      |
| 13 | Liffré                 |                        |       | 9                   |                         | 9                       |
| 14 | Melesse                |                        |       | 15                  |                         | 15                      |
| 15 | Montauban-de-Bretagne  |                        |       | 23                  |                         | 23                      |
| 16 | Montfort-sur-Meu       |                        |       | 15                  |                         | 15                      |
| 17 | Redon                  |                        | 15    |                     |                         | 15                      |
| 18 | Rennes-1               |                        |       | fraction Rennes     |                         | fraction Rennes         |
| 19 | Rennes-2               |                        |       | fraction Rennes     |                         | fraction Rennes         |
| 20 | Rennes-3               |                        |       | 1 + fraction Rennes |                         | 1 + fraction Rennes     |
| 21 | Rennes-4               |                        |       | fraction Rennes     |                         | fraction Rennes         |
| 22 | Rennes-5               |                        |       | 1 + fraction Rennes |                         | 1 + fraction Rennes     |
| 23 | Rennes-6               |                        |       | 1 + fraction Rennes |                         | 1 + fraction Rennes     |
| 24 | Le Rheu                |                        |       | 9                   |                         | 9                       |
| 25 | Saint-Malo-1           |                        |       |                     | 4 + fraction Saint-Malo | 4 + fraction Saint-Malo |
| 26 | Saint-Malo-2           |                        |       |                     | 7 + fraction Saint-Malo | 7 + fraction Saint-Malo |
| 27 | Vitré                  | 22                     |       |                     |                         | 22                      |
|    |                        | 116                    | 52    | 120                 | 63                      | 351                     |

## Découpage cantonal antérieur à 2015

Arrondissements et cantons du département d'Ille-et-Vilaine

Liste par arrondissement des 53  anciens cantons du département d'Ille-et-Vilaine.
| Arrondissement                   | Chef-lieu  | Nb. de cantons | Canton                                  | nb. de communes | Communes |
| -------------------------------- | ---------- | -------------- | --------------------------------------- | --------------- | --- |
| Arrondissement de Rennes         | Rennes     | 25             | Canton de Bécherel                      | 10              | Bécherel, Cardroc, La Chapelle-Chaussée, Les Iffs, Irodouër, Langan, Miniac-sous-Bécherel, Romillé, Saint-Brieuc-des-Iffs, Saint-Pern                                                                                                |
| Arrondissement de Rennes         | Rennes     | 25             | Canton de Betton                        | 4               | Betton, La Chapelle-des-Fougeretz, Montgermont, Saint-Grégoire |
| Arrondissement de Rennes         | Rennes     | 25             | Canton de Bruz                          | 7               | Bourgbarré, Bruz, Chartres-de-Bretagne, Noyal-Châtillon-sur-Seiche, Orgères, Pont-Péan, Saint-Erblon |
| Arrondissement de Rennes         | Rennes     | 25             | Canton de Cesson-Sévigné                | 2               | Acigné, Cesson-Sévigné |
| Arrondissement de Rennes         | Rennes     | 25             | Canton de Châteaugiron                  | 9               | Brécé, Chancé, Châteaugiron, Domloup, Nouvoitou, Noyal-sur-Vilaine, Saint-Armel, Saint-Aubin-du-Pavail, Servon-sur-Vilaine |
| Arrondissement de Rennes         | Rennes     | 25             | Canton de Hédé                          | 10              | Dingé, Guipel, Hédé-Bazouges, Langouët, Lanrigan, La Mézière, Québriac, Saint-Gondran, Saint-Symphorien, Vignoc |
| Arrondissement de Rennes         | Rennes     | 25             | Canton de Janzé                         | 6               | Amanlis, Boistrudan, Brie, Corps-Nuds, Janzé, Piré-sur-Seiche |
| Arrondissement de Rennes         | Rennes     | 25             | Canton de Liffré                        | 8               | Thorigné-Fouillard, Liffré, La Bouëxière, Ercé-près-Liffré, Saint-Sulpice-la-Forêt, Chasné-sur-Illet, Livré-sur-Changeon, Dourdain                                                                                                   |
| Arrondissement de Rennes         | Rennes     | 25             | Canton de Montauban-de-Bretagne         | 8               | Boisgervilly, La Chapelle-du-Lou, Landujan, Le Lou-du-Lac, Montauban-de-Bretagne, Médréac, Saint-M'Hervon, Saint-Uniac |
| Arrondissement de Rennes         | Rennes     | 25             | Canton de Montfort-sur-Meu              | 11              | Bédée, Breteil, La Chapelle-Thouarault, Clayes, Iffendic, Montfort-sur-Meu, La Nouaye, Pleumeleuc, Saint-Gonlay, Talensac, Le Verger                                                                                                 |
| Arrondissement de Rennes         | Rennes     | 25             | Canton de Mordelles                     | 6               | Chavagne, Cintré, L'Hermitage, Mordelles, Le Rheu, Saint-Gilles |
| Arrondissement de Rennes         | Rennes     | 25             | Canton de Plélan-le-Grand               | 8               | Bréal-sous-Montfort, Maxent, Monterfil, Paimpont, Plélan-le-Grand, Saint-Péran, Saint-Thurial, Treffendel |
| Arrondissement de Rennes         | Rennes     | 25             | Canton de Rennes-Bréquigny              | <1              | Rennes (quartier Bréquigny) |
| Arrondissement de Rennes         | Rennes     | 25             | Canton de Rennes-Centre                 | <1              | Rennes (quartiers du Colombier, Liberté, et Thabor) |
| Arrondissement de Rennes         | Rennes     | 25             | Canton de Rennes-Centre-Ouest           | <1              | Rennes (quartiers de la Touche, Papu, Bourg-l'Evêque, Moulin du Comte, Chézy-Dinan) |
| Arrondissement de Rennes         | Rennes     | 25             | Canton de Rennes-Centre-Sud             | <1              | Rennes (quartier Sud-Gare) |
| Arrondissement de Rennes         | Rennes     | 25             | Canton de Rennes-Est                    | <1              | Rennes (quartier Jeanne d'Arc - Longs-Champs - Atalante Beaulieu) |
| Arrondissement de Rennes         | Rennes     | 25             | Canton de Rennes-le-Blosne              | <1              | Rennes (quartier Le Blosne) |
| Arrondissement de Rennes         | Rennes     | 25             | Canton de Rennes-Nord                   | <1              | Rennes (quartiers de la Bellangerais, Saint-Martin, La Motte-Brulon et Beauregard) |
| Arrondissement de Rennes         | Rennes     | 25             | Canton de Rennes-Nord-Est               | <1              | Rennes (quartier Maurepas) |
| Arrondissement de Rennes         | Rennes     | 25             | Canton de Rennes-Nord-Ouest             | 3+              | Rennes (quartier Villejean), Gévezé, Pacé, Parthenay-de-Bretagne |
| Arrondissement de Rennes         | Rennes     | 25             | Canton de Rennes-Sud-Est                | 2+              | Rennes (quartier Poterie et Alphonse Guerin), Chantepie, Vern-sur-Seiche |
| Arrondissement de Rennes         | Rennes     | 25             | Canton de Rennes-Sud-Ouest              | 2+              | Rennes (quartier Cleunay-Arsenal-Redon), Saint-Jacques-de-la-Lande, Vezin-le-Coquet |
| Arrondissement de Rennes         | Rennes     | 25             | Canton de Saint-Aubin-d'Aubigné         | 15              | Andouillé-Neuville, Aubigné, Chevaigné, Feins, Gahard, Melesse, Montreuil-le-Gast, Montreuil-sur-Ille, Mouazé, Romazy, Saint-Aubin-d'Aubigné, Saint-Germain-sur-Ille, Saint-Médard-sur-Ille, Sens-de-Bretagne, Vieux-Vy-sur-Couesnon |
| Arrondissement de Rennes         | Rennes     | 25             | Canton de Saint-Méen-le-Grand           | 9               | Bléruais, Le Crouais, Gaël, Muel, Quédillac, Saint-Malon-sur-Mel, Saint-Maugan, Saint-Méen-le-Grand, Saint-Onen-la-Chapelle |
| Arrondissement de Fougères-Vitré | Fougères   | 12             | Canton d'Antrain                        | 10              | Antrain, Bazouges-la-Pérouse, Chauvigné, La Fontenelle, Marcillé-Raoul, Noyal-sous-Bazouges, Rimou, Saint-Ouen-la-Rouërie, Saint-Rémy-du-Plain, Tremblay                                                                             |
| Arrondissement de Fougères-Vitré | Fougères   | 12             | Canton d'Argentré-du-Plessis            | 9               | Argentré-du-Plessis, Brielles, Domalain, Étrelles, Gennes-sur-Seiche, Le Pertre, Saint-Germain-du-Pinel, Torcé, Vergéal |
| Arrondissement de Fougères-Vitré | Fougères   | 12             | Canton de Châteaubourg                  | 6               | Châteaubourg, Domagné, Louvigné-de-Bais, Ossé, Saint-Didier, Saint-Jean-sur-Vilaine |
| Arrondissement de Fougères-Vitré | Fougères   | 12             | Canton de Fougères-Nord                 | 10              | Beaucé, La Chapelle-Janson, Fleurigné, Fougères (fraction), Laignelet, Landéan, Le Loroux, Luitré, Parigné, La Selle-en-Luitré |
| Arrondissement de Fougères-Vitré | Fougères   | 12             | Canton de Fougères-Sud                  | 9               | Billé, Combourtillé, Dompierre-du-Chemin, Fougères (fraction), Javené, Lécousse, Parcé, Romagné, Saint-Sauveur-des-Landes |
| Arrondissement de Fougères-Vitré | Fougères   | 12             | Canton de la Guerche-de-Bretagne        | 12              | Availles-sur-Seiche, Bais, Chelun, Drouges, Eancé, La Guerche-de-Bretagne, Moutiers, Moulins, Moussé, Rannée, La Selle-Guerchaise, Visseiche                                                                                         |
| Arrondissement de Fougères-Vitré | Fougères   | 12             | Canton de Louvigné-du-Désert            | 8               | La Bazouge-du-Désert, Le Ferré, Louvigné-du-Désert, Mellé, Monthault, Poilley, Saint-Georges-de-Reintembault, Villamée |
| Arrondissement de Fougères-Vitré | Fougères   | 12             | Canton de Retiers                       | 10              | Arbrissel, Coësmes, Essé, Forges-la-Forêt, Marcillé-Robert, Martigné-Ferchaud, Retiers, Sainte-Colombe, Le Theil-de-Bretagne, Thourie                                                                                                |
| Arrondissement de Fougères-Vitré | Fougères   | 12             | Canton de Saint-Aubin-du-Cormier        | 10              | La Chapelle-Saint-Aubert, Gosné, Mézières-sur-Couesnon, Saint-Aubin-du-Cormier, Saint-Christophe-de-Valains, Saint-Georges-de-Chesné, Saint-Jean-sur-Couesnon, Saint-Marc-sur-Couesnon, Saint-Ouen-des-Alleux, Vendel                |
| Arrondissement de Fougères-Vitré | Fougères   | 12             | Canton de Saint-Brice-en-Coglès         | 11              | Baillé, Le Châtellier, Coglès, Montours, Saint-Brice-en-Coglès, Saint-Étienne-en-Coglès, Saint-Germain-en-Coglès, Saint-Hilaire-des-Landes, Saint-Marc-le-Blanc, La Selle-en-Coglès, Le Tiercent                                     |
| Arrondissement de Fougères-Vitré | Fougères   | 12             | Canton de Vitré-Est                     | 10              | Balazé, Bréal-sous-Vitré, La Chapelle-Erbrée, Châtillon-en-Vendelais, Erbrée, Mondevert, Montautour, Princé, Saint-M'Hervé, Vitré (fraction)                                                                                         |
| Arrondissement de Fougères-Vitré | Fougères   | 12             | Canton de Vitré-Ouest                   | 13              | Champeaux, Cornillé, Landavran, Marpiré, Mecé, Montreuil-des-Landes, Montreuil-sous-Pérouse, Pocé-les-Bois, Saint-Aubin-des-Landes, Saint-Christophe-des-Bois, Taillis, Val-d'Izé, Vitré (fraction)                                  |
| Arrondissement de Redon          | Redon      | 7              | Canton de Bain-de-Bretagne              | 9               | Bain-de-Bretagne, Crevin, Ercé-en-Lamée, Messac, La Noë-Blanche, Pancé, Pléchâtel, Poligné, Teillay |
| Arrondissement de Redon          | Redon      | 7              | Canton de Grand-Fougeray                | 4               | Grand-Fougeray, La Dominelais, Sainte-Anne-sur-Vilaine, Saint-Sulpice-des-Landes |
| Arrondissement de Redon          | Redon      | 7              | Canton de Guichen                       | 8               | Baulon, Bourg-des-Comptes, Goven, Guichen, Guignen, Laillé, Lassy, Saint-Senoux |
| Arrondissement de Redon          | Redon      | 7              | Canton de Maure-de-Bretagne             | 9               | Bovel, Les Brulais, Campel, La Chapelle-Bouëxic, Comblessac, Loutehel, Maure-de-Bretagne, Mernel, Saint-Séglin |
| Arrondissement de Redon          | Redon      | 7              | Canton de Pipriac                       | 9               | Bruc-sur-Aff, Guipry, Lieuron, Lohéac, Pipriac, Saint-Ganton, Saint-Just, Saint-Malo-de-Phily, Sixt-sur-Aff |
| Arrondissement de Redon          | Redon      | 7              | Canton de Redon                         | 6               | Bains-sur-Oust, La Chapelle-de-Brain, Langon, Redon, Renac, Sainte-Marie |
| Arrondissement de Redon          | Redon      | 7              | Canton du Sel-de-Bretagne               | 8               | La Bosse-de-Bretagne, Chanteloup, La Couyère, Lalleu, Le Petit-Fougeray, Saulnières, Le Sel-de-Bretagne, Tresbœuf |
| Arrondissement de Saint-Malo     | Saint-Malo | 9              | Canton de Cancale                       | 6               | Cancale, La Fresnais, Hirel, Saint-Benoît-des-Ondes, Saint-Coulomb, Saint-Méloir-des-Ondes |
| Arrondissement de Saint-Malo     | Saint-Malo | 9              | Canton de Châteauneuf-d'Ille-et-Vilaine | 9               | Châteauneuf-d'Ille-et-Vilaine, Lillemer, Miniac-Morvan, Plerguer, Saint-Guinoux, Saint-Père-Marc-en-Poulet, Saint-Suliac, Le Tronchet, La Ville-ès-Nonais                                                                            |
| Arrondissement de Saint-Malo     | Saint-Malo | 9              | Canton de Combourg                      | 10              | Bonnemain, Combourg, Cuguen, Lanhélin, Lourmais, Meillac, Saint-Léger-des-Prés, Saint-Pierre-de-Plesguen, Trémeheuc, Tressé |
| Arrondissement de Saint-Malo     | Saint-Malo | 9              | Canton de Dinard                        | 6               | Dinard, Le Minihic-sur-Rance, Pleurtuit, La Richardais, Saint-Briac-sur-Mer, Saint-Lunaire |
| Arrondissement de Saint-Malo     | Saint-Malo | 9              | Canton de Dol-de-Bretagne               | 8               | Baguer-Morvan, Baguer-Pican, Cherrueix, Dol-de-Bretagne, Epiniac, Mont-Dol, Roz-Landrieux, Le Vivier-sur-Mer |
| Arrondissement de Saint-Malo     | Saint-Malo | 9              | Canton de Pleine-Fougères               | 11              | La Boussac, Broualan, Pleine-Fougères, Roz-sur-Couesnon, Sains, Saint-Broladre, Saint-Georges-de-Gréhaigne, Saint-Marcan, Sougéal, Trans-la-Forêt, Vieux-Viel                                                                        |
| Arrondissement de Saint-Malo     | Saint-Malo | 9              | Canton de Saint-Malo-Nord               | <1              | Saint-Malo (fraction) |
| Arrondissement de Saint-Malo     | Saint-Malo | 9              | Canton de Saint-Malo-Sud                | 2+              | Saint-Malo (fraction), La Gouesnière, Saint-Jouan-des-Guérets |
| Arrondissement de Saint-Malo     | Saint-Malo | 9              | Canton de Tinténiac                     | 10              | La Baussaine, La Chapelle-aux-Filtzméens, Longaulnay, Pleugueneuc, Plesder, Saint-Domineuc, Saint-Thual, Tinténiac, Trévérien, Trimer                                                                                                |

## Homonymies
Il n'y a pas d'homonymie pour l'ancien canton de Châteaubourg, mais la commune chef-lieu a un homonyme.